# Reni Eddo-Lodge
Reni Eddo-Lodge (Londres, Reino Unido, 25 de septiembre de 1989) es una periodista y escritora británica. Es conocida por sus escritos en torno al feminismo y el racismo estructural.

## Juventud
Eddo-Lodge nació y creció en Londres, siendo su madre de nacionalidad nigeriana. A través de entrevistas ha explicado que se dio cuenta de que "había un grave problema de representación en la sociedad" a la edad de 4 años, en el momento en el que le preguntó a su madre cuándo su piel negra devendría en blanca.
Fue educada en la escuela preparatoria católica de Santa Ana, en Enfield. Estudió literatura inglesa en la Universidad de Central Lancashire, de donde se graduó en el año 2011. Dentro de la universidad participó dentro del activismo feminista (lamentando que las activistas feministas blancas son "muy buenas para desafiar el patriarcado, mucho menos efectivas para desmantelar otras formas de poder y dominación"), así como en el movimiento estudiantil del Reino Unido en el año 2010. Ha sido presidenta del sindicato de estudiantes de la Universidad del Lancashire Central hasta el año 2012, y ha sido elegida miembro del Consejo Ejecutivo Nacional del sindicato nacional de los estudiantes de 2012 a 2013.

## Carrera
Como periodista freelance, Eddo-Lodge escribió para The New York Times, The Guardian, The Independent, The Daily Telegraph, The Voice, BuzzFeed, Vice, i-D y Dazed & Confused.
En diciembre del año 2013, Eddo-Lodge apareció en el programa de radio Woman's Hour de la BBC Radio 4 para discutir las actualidades feministas junto a Caroline Criado Perez. Eddo-Lodge también habló sobre el feminismo en el programa Night Waves de la BBC Radio 3. En abril de 2014, participó en el jurado de la "Power List 2014" del programa Woman's Hour.
En enero de 2018, Eddo-Lodge ha sido seleccionada como una de las siete mujeres británicas a fotografiar por Vogue, conmemorando el centenario de la obtención del derecho de voto por las mujeres en Inglaterra.

## "Por qué ya no hablo sobre raza con la gente blanca"
En el año 2014, publicó sobre su blog una entrada titulada Why I’m No Longer Talking to White People About Race (Por qué ya no estoy hablando con gente blanca sobre la raza) que resultó viral, en el cual expone el hecho de que la gente que habla más del racismo en el Reino Unido no es la que lo padece.
En el año 2017, finaliza un libro sobre el mismo asunto, titulado Why I’m No Longer Talking to White People About Race editado por Bloomsbury Publishing, el cual es el orgullo de su editora Alexandra Pringle. Sale a la venta en junio de 2017 en Inglaterra y el 5 de diciembre en Estados Unidos. Logra ser un éxito en Inglaterra (posicionándose en el top 10 de los best sellers británicos), sin ser consensual. Ganó el Premio Jhalak en marzo de 2018.
En Libération, Alain Policar (politóloga francesa y miembro del comité científico y coordinadora del Diccionario histórico y crítico del racismo) explica por qué a su parecer, cuando Reni Eddo-Lodge evoca "los estragos imaginarios del racismo antiblanco" tiene «perfectamente razón de insistir sobre la noción de racismo estructural, racismo en donde la población mayoritaria no puede ser víctima».